# Sukkulente

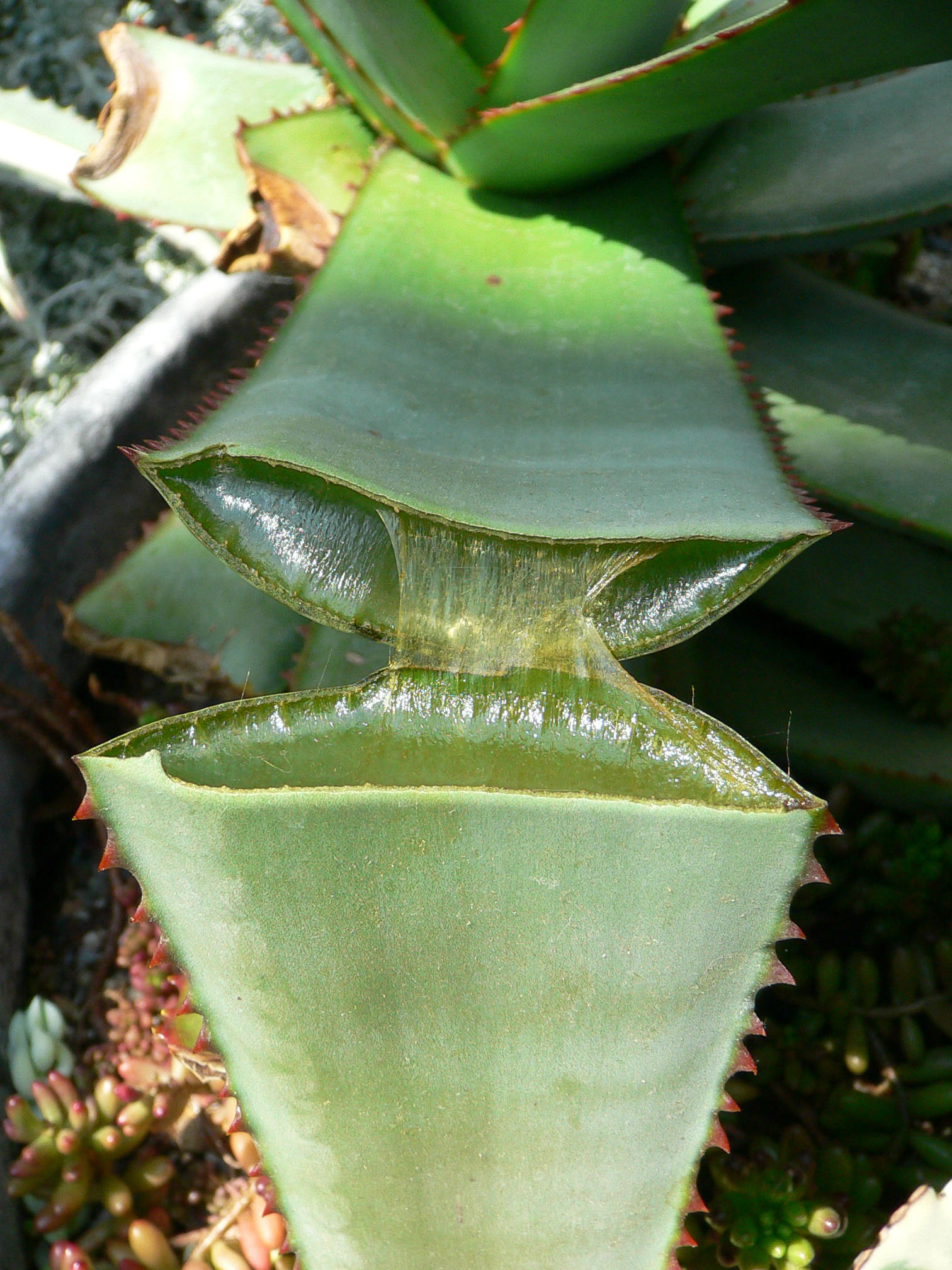
Sukkulente Pflanzen speichern Wasser in ihren Pflanzenteilen, hier in den Blättern von Aloe vera.

Sukkulenten (von lateinisch sucus für ‚Saft‘ bzw. suculentus für ‚saftreich‘) sind saftreiche Pflanzen, die an besondere Klima- und Bodenverhältnisse angepasst sind. Je nach dem Pflanzenorgan, das zur Wasserspeicherung umgebildet ist, wird zwischen Blatt-, Stamm- und Wurzelsukkulenten unterschieden, wobei alle Kombinationen möglich sind. Im Bereich der Anatomie wird flüssigkeitsreiches Gewebe als sukkulent bezeichnet.
Obwohl Kakteen nur einen sehr kleinen Teil aller existierenden Sukkulenten ausmachen, gelten sie als die bekanntesten Vertreter der sukkulenten Pflanzen. Im Sprachgebrauch wird deshalb zwischen Kakteen und „anderen“ Sukkulenten unterschieden.
Wegen der bei den einzelnen Arten sehr unterschiedlich ausgeprägten Sukkulenz ist eine genaue Trennung zwischen sukkulenten und nicht sukkulenten Arten manchmal sehr schwierig. An der Grenzlinie liegen sowohl eher krautige oder holzige Pflanzen als auch solche, die in ihrer Rübenwurzel eher Zucker und Stärke als Wasser speichern. Sukkulenten werden gelegentlich auch als Fettpflanzen bezeichnet.

## Familien und Gattungen
Pflanzenfamilien und -gattungen, in denen sich Sukkulenten befinden, sind in der folgenden Tabelle aufgeführt. Um die Tabelle übersichtlich und lesbar zu halten, sind alle Familien und Gattungen alphabetisch nach ihrem botanischen Namen aufgeführt und mit den deutschen Trivialnamen der Familien, falls vorhanden, ergänzt. An dieser Stelle unberücksichtigt bleiben die deutschen Gattungsnamen, die Autoren der Taxa sowie Angaben über Synonyme und weitere hierarchische Stufe der biologischen Systematik (wie Unterfamilien), die den einzelnen Artikeln zu entnehmen sind.
| Familie                                   | Gattung | Beispielbild                                                     |
| ----------------------------------------- | --- | ---------------------------------------------------------------- |
| Agavengewächse (Agavaceae)                | Agave, Beschorneria, Chlorophytum, Furcraea, Hesperaloe, Hesperoyucca, Yucca | Agave victoriae-reginae                                          |
| Mittagsblumengewächse (Aizoaceae)         | Acrodon, Acrosanthes, Aethephyllum, Aizoanthemum, Aizoon, Aloinopsis, Amphibolia, Antegibbaeum, Antimima, Apatesia, Aptenia, Arenifera, Argyroderma, Aridaria, Aspazoma, Astridia, Bergeranthus, Bijlia, Braunsia, Brownanthus, Calamophyllum, Carpanthea, Carpobrotus, Carruanthus, Caryotophora, Cephalophyllum, Cerochlamys, Chasmatophyllum, Cheiridopsis, Circandra, Cleretum, Conicosia, Conophytum, Corpuscularia, Cylindrophyllum, Cypselea, Deilanthe, Delosperma, Dicrocaulon, Didymaotus, Dinteranthus, Diplosoma, Disphyma, Dorotheanthus, Dracophilus, Drosanthemum, Eberlanzia, Ebracteola, Ectotropis, Enarganthe, Erepsia, Esterhuysenia, Faucaria, Fenestraria, Frithia, Galenia, Gibbaeum, Glottiphyllum, Gunniopsis, Hallianthus, Hammeria, Hartmanthus, Hereroa, Ihlenfeldtia, Jacobsenia, Jensenobotrya, Jordaaniella, Juttadinteria, Khadia, Lampranthus, Lapidaria, Leipoldtia, Lithops, Machairophyllum, Malephora, Marlothistella, Mesembryanthemum, Mestoklema, Meyerophytum, Mitrophyllum, Monilaria, Mossia, Muiria, Namaquanthus, Namibia, Nananthus, Nelia, Neohenricia, Octopoma, Odontophorus, Oophytum, Orthopterum, Oscularia, Ottosonderia, Peersia, Phyllobolus, Pleiospilos, Plinthus, Polymita, Prenia, Prepodesma, Psammophora, Psilocaulon, Rabiea, Rhinephyllum, Rhombophyllum, Ruschia, Ruschianthemum, Ruschianthus, Saphesia, Sarcozona, Sceletium, Schlechteranthus, Schwantesia, Scopelogena, Sesuvium, Skiatophytum, Smicrostigma, Stayneria, Stoeberia, Stomatium, Synaptophyllum, Tanquana, Tetragonia, Titanopsis, Trianthema, Tribulocarpus, Trichodiadema, Vanheerdea, Vanzijlia, Vlokia, Wooleya, Zaleya, Zeuktophyllum | Carpobrotus edulis · Lithops hallii · Trichodiadema densum       |
| Fuchsschwanzgewächse (Amaranthaceae)      | Arthraerva, Dendroportulaca, Salicornia | Salicornia europaea                                              |
| Amaryllisgewächse (Amaryllidaceae)        | Boophane, Brunsvigia, Cyrtanthus, Haemanthus, Rauhia | Haemanthus albiflos                                              |
| Anacampserotaceae                         | Anacampseros (einschließlich Avonia), Grahamia, Talinopsis | Anacampseros rufescens                                           |
| Sumachgewächse (Anacardiaceae)            | Operculicarya, Pachycormus | Pachycormus discolor                                             |
| Doldenblütler (Apiaceae)                  | Crithmum, Steganotaenia | Crithmum maritimum                                               |
| Hundsgiftgewächse (Apocynaceae)           | Absolmsia, Adenium, Apteranthes, Asclepias, Aspidoglossum, Aspidonepsis, Baynesia, Brachystelma, Caralluma, Ceropegia, Cibirhiza, Cynanchum, Dischidia, Dischidiopsis, Duvalia, Duvaliandra, Echidnopsis, Edithcolea, Fanninia, Fockea, Glossostelma, Hoodia, Hoya, Huernia, Huerniopsis, Ischnolepis, Larryleachia, Lavrania, Madangia, Mandevilla, Marsdenia, Matelea, Micholitzia, Miraglossum, Notechidnopsis, Odontostelma, Ophionella, Orbea, Orbeanthus, Pachycarpus, Pachypodium, Pectinaria, Petopentia, Piaranthus, Plumeria, Pseudolithos, Quaqua, Raphionacme, Rhytidocaulon, Riocreuxia, Sarcorrhiza, Sarcostemma, Schizoglossum, Schlechterella, Stapelia, Stapelianthus, Stapeliopsis, Stathmostelma, Stenostelma, Stomatostemma, Tavaresia, Trachycalymma, Tridentea, Tromotriche, White-Sloanea, Xysmalobium | Edithcolea grandis var. baylissiana · Pachypodium brevicaule     |
| Aronstabgewächse (Araceae)                | Zamioculcas | Zamioculcas zamiifolia                                           |
| Araliengewächse (Araliaceae)              | Cussonia | Cussonia paniculata                                              |
| Spargelgewächse (Asparagaceae)            | Beaucarnea, Calibanus, Cordyline, Dasylirion, Dracaena, Eriospermum, Myrsiphyllum, Nolina, Sansevieria | Dracaena draco                                                   |
| Affodillgewächse (Asphodelaceae)          | Aloe, Astroloba, Bulbine, Chortolirion, Gasteria, Haworthia, Poellnitzia, Trachyandra | Aloe mitriformis                                                 |
| Korbblütler (Asteraceae)                  | Baeriopsis, Coulterella, Crassocephalum, Didelta, Gynura, Kleinia, Osteospermum, Othonna, Polyachyrus, Porophyllum, Pteronia, Senecio, Stevia | Othonna capensis                                                 |
| Balsaminengewächse (Balsaminaceae)        | Impatiens |                                                                  |
| Basellgewächse (Basellaceae)              | Anredera, Basella | Anredera cordifolia                                              |
| Schiefblattgewächse (Begoniaceae)         | Begonia | Begonia dregei                                                   |
| Kreuzblütengewächse (Brassicaceae)        | Heliophila, Lepidium | Lepidium phlebopetalum                                           |
| Bromeliengewächse (Bromeliaceae)          | | Puya laxa                                                        |
| Balsambaumgewächse (Burseraceae)          | Beiselia, Bursera, Commiphora | Beiselia mexicana                                                |
| Kakteengewächse (Cactaceae)               | Acanthocalycium, Acanthocereus, Ariocarpus, Armatocereus, Arrojadoa, Arthrocereus, Astrophytum, Austrocactus, Aztekium, Bergerocactus, Blossfeldia, Brachycereus, Browningia, Brasilicereus, Calymmanthium, Carnegiea, Cephalocereus, Cereus, Cintia, Cipocereus, Cleistocactus, Coleocephalocereus, Copiapoa, Corryocactus, Coryphantha, Dendrocereus, Denmoza, Discocactus, Disocactus, Echinocactus, Echinocereus, Echinopsis, Epiphyllum, Epithelantha, Eriosyce, Escobaria, Escontria, Espostoa, Espostoopsis, Eulychnia, Facheiroa, Ferocactus, Frailea, Geohintonia, Gymnocalycium, Haageocereus, Harrisia, Hatiora, Hylocereus, Jasminocereus, Lasiocereus, Leocereus, Lepismium, Leptocereus, Leuchtenbergia, Lophophora, Maihuenia, Malacocarpus, Mammillaria, Mammilloydia, Matucana, Melocactus, Micranthocereus, Mila, Myrtillocactus, Neobuxbaumia, Neolloydia, Neoraimondia, Neowerdermannia, Obregonia, Opuntia, Oreocereus, Oroya, Ortegocactus, Pachycereus, Parodia, Pediocactus, Pelecyphora, Peniocereus, Pereskia, Pereskiopsis, Pilosocereus, Polaskia, Praecereus, Pseudoacanthocereus, Pseudorhipsalis, Pterocactus, Pygmaeocereus, Quiabentia, Rauhocereus, Rebutia, Rhipsalis, Samaipaticereus, Schlumbergera, Sclerocactus, Selenicereus, Stenocactus, Stenocereus, Stephanocereus, Stetsonia, Strombocactus, Tacinga, Thelocactus, Turbinicarpus, Uebelmannia, Weberbauerocereus, Weberocereus, Yungasocereus | Carnegia gigantea · Mammillaria zeilmanniana · Carnegia gigantea |
| Glockenblumengewächse (Campanulaceae)     | Brighamia | Brighamia insignis                                               |
| Kaperngewächse (Capparaceae)              | Maerua |                                                                  |
| Melonenbaumgewächse (Caricaceae)          | Carica, Jacarathia | Carica chilensis                                                 |
| Nelkengewächse (Caryophyllaceae)          | Honckenya | Honckenya peploides                                              |
| Cochlospermaceae                          | Cochlospermum | Cochlospermum vitifolium                                         |
| Commelinagewächse (Commelinaceae)         | Aneilema, Callisia, Cyanotis, Tradescantia, Tripogandra | Tradescantia fluminensis                                         |
| Windengewächse (Convolvulaceae)           | Ipomoea, Stictocardia, Turbina | Ipomoea cairica                                                  |
| Costaceae                                 | Costus |                                                                  |
| Dickblattgewächse (Crassulaceae)          | Adromischus, Aeonium, Afrovivella, Aichryson, Cotyledon, Crassula, Cremnophila, Cremnosedum, Dudleya, Echeveria, Graptopetalum, Hylotelephium, Hypagophytum, Kalanchoe, Lenophyllum, Meterostachys, Monanthes, Orostachys, Pachyphytum, Perrierosedum, Phedimus, Pistorinia, Prometheum, Pseudosedum, Rhodiola, Rosularia, Sedella, Sedum, Sempervivum, Sinocrassula, Tacitus, Thompsonella, Tylecodon, Umbilicus, Villadia | Aeonium tabuliforme                                              |
| Kürbisgewächse (Cucurbitaceae)            | Apodanthera, Brandegea, Cephalopentandra, Ceratosanthes, Citrullus, Coccinia, Corallocarpus, Cucumella, Cucumis, Cucurbita, Cyclantheropsis, Dendrosicyos, Doyera, Eureindra, Fevillea, Gerrandanthus, Gynostemma, Halosicyos, Ibervilla, Kedostris, Marah, Momordica, Neoalsomitra, Odosicyos, Parasicyos, Syrigia, Telfairia, Thladiantha, Trochomeria, Trochomeriopsis, Tumamoca, Xerosicyos, Zehneria, Zygosicyos | Marah macrocarpa                                                 |
| Davalliaceae                              | Davallia | Davallia canariensis                                             |
| Didiereaceae                              | Alluaudia, Alluaudiopsis, Decarya, Didierea | Didierea madagascariensis                                        |
| Yamswurzelgewächse (Dioscoreaceae)        | Dioscorea | Dioscorea elephantipes                                           |
| Speerblumen (Doryanthaceae)               | Doryanthes | Doryanthes excelsa                                               |
| Heidekrautgewächse (Ericaceae)            | Sphyrospermum | Sphyrospermum buxifolium                                         |
| Wolfsmilchgewächse (Euphorbiaceae)        | Cnidoscolus, Euphorbia, Jatropha | Euphorbia obesa subsp. symmetrica                                |
| Hülsenfrüchtler (Fabaceae)                | Delonix, Dolichos, Erythrina, Neorautanenia, Pachyrhizus, Tylosema | Delonix decaryi                                                  |
| Fouquieriaceae                            | Fouquieria | Fouquieria splendens                                             |
| Storchschnabelgewächse (Geraniaceae)      | Monsonia, Pelargonium, Sarcocaulon | Sarcocaulon multifidum                                           |
| Gesneriengewächse (Gesneriaceae)          | Aeschynanthus, Alsobia, Chirita, Codonanthe, Columnea, Nematanthus, Sinningia, Streptocarpus | Alsobia dianthiflora                                             |
| Hyazinthengewächse (Hyacinthaceae)        | Albuca, Bowiea, Dipcadi, Drimia, Hyacinthus, Lachenalia, Ledebouria, Litanthus, Massonia, Ornithogalum, Rhadamanthus, Rhodocodon, Schizobasis, Urginea, Whiteheadia | Bowiea volubilis                                                 |
| Icacinaceae                               | Pyrenacantha | Pyrenacantha malvifolia                                          |
| Lippenblütengewächse (Lamiaceae)          | Aeollanthus, Dauphinea, Perrierastrum, Plectranthus, Solenostemon, Tetradenia, Thorncroftia | Plectranthus fruticosus                                          |
| Wasserschlauchgewächse (Lentibulariaceae) | Pinguicula | Pinguicula cyclosecta                                            |
| Blumennesselgewächse (Loasaceae)          | Schismocarpus |                                                                  |
| Riemenblumengewächse (Loranthaceae)       | Tapinanthus |                                                                  |
| Malvengewächse (Malvaceae)                | Adansonia, Brachychiton, Cavanillesia, Ceiba, Pseudobombax, Sterculia | Adansonia digitata                                               |
| Schwarzmundgewächse (Melastomataceae)     | Medinilla | Medinilla magnifica                                              |
| Mahagonigewächse (Meliaceae)              | Entandrophragma | Entandrophragma caudatum                                         |
| Mondsamengewächse (Menispermaceae)        | Chasmanthera, Stephania, Tinospora | Stephania suberosa                                               |
| Montiaceae                                | Calyptrotheca, Ceraria, Cistanthe, Lewisia, Parakeelya, Portulacaria, Schreiteria | Anacampseros alstonii                                            |
| Maulbeergewächse (Moraceae)               | Dorstenia, Ficus | Dorstenia gigas                                                  |
| Moringaceae                               | Moringa | Moringa ovalifolia                                               |
| Orchideen (Orchidaceae)                   | | Phalaenopsis deliciosa                                           |
| Sauerkleegewächse (Oxalidaceae)           | Oxalis | Oxalis ortgiesii                                                 |
| Passionsblumengewächse (Passifloraceae)   | Adenia | Adenia pechuellii                                                |
| Sesamgewächse (Pedaliaceae)               | Pterodiscus, Sesamothamnus, Uncarina | Uncarina grandidieri                                             |
| Phyllanthaceae                            | Phyllanthus | Phyllanthus mirabilis                                            |
| Kermesbeerengewächse (Phytolaccaceae)     | Phytolacca | Phytolacca dioica                                                |
| Pfeffergewächse (Piperaceae)              | Peperomia | Peperomia graveolens                                             |
| Portulakgewächse (Portulacaceae)          | Portulaca | Portulaca grandiflora                                            |
| Rötegewächse (Rubiaceae)                  | Anthorrhiza, Hydnophythum, Hydrophylax, Myrmecodia, Myrmephythum, Phylohydrax, Squamellaria | Myrmecodia tuberosa                                              |
| Sandelholzgewächse (Santalaceae)          | Viscum | Viscum minimum                                                   |
| Seifenbaumgewächse (Sapindaceae)          | Erythrophysa | Erythrophysa alata                                               |
| Steinbrechgewächse (Saxifragaceae)        | Tetilla, Bergenia, Saxifraga | Saxifraga exarata                                                |
| Nachtschattengewächse (Solanaceae)        | Nolana | Nolana rostrata                                                  |
| Talinaceae                                | Amphipetalum, Talinella, Talinum | Talinum tenuissimum                                              |
| Brennnesselgewächse (Urticaceae)          | Laportea, Obertia, Pilea, Sarcopilea | Pilea microphylla                                                |
| Weinrebengewächse (Vitaceae)              | Cissus, Cyphostemma | Cyphostemma juttae                                               |
| Grasbaumgewächse (Xanthorrhoeaceae)       | | Xanthorrhoea johnsonii                                           |
| Jochblattgewächse (Zygophyllaceae)        | Augea, Zygophyllum | Zygophyllum fruticulosum                                         |

## Weiterführende Literatur
- U. Eggli, R. Nyffeler: Living under temporarily arid conditions - succulence as an adaptive strategy. In: Bradleya. Band 27, 2009, S. 13–36.
- R. Nyffeler, U. Eggli: An up-to-date familial and suprafamilial classification of succulent plants. In: Bradleya. Band 28, 2010, S. 125–144.